# Коморово (Острудський повіт)
Коморово (пол. Komorowo, нім. Kämmersdorf) — село в Польщі, у гміні Лукта Острудського повіту Вармінсько-Мазурського воєводства.
Населення — 187 осіб (2011).

## Демографія
Демографічна структура станом на 31 березня 2011 року:
|          | Загалом | Допрацездатний вік | Працездатний вік | Постпрацездатний вік |
| -------- | ------- | ------------------ | ---------------- | -------------------- |
| Чоловіки | 99      | 32                 | 63               | 4                    |
| Жінки    | 88      | 28                 | 47               | 13                   |
| Разом    | 187     | 60                 | 110              | 17                   |